# Manipur
Manipur (tiếng Meitei: Kangleipak) là một bang tại miền Đông Bắc Ấn Độ. Thủ phủ là thành phố Imphal. Nó tiếp giáp với Nagaland về phía bắc, Mizoram về phía nam, và Assam về phía tây; bang Chin và vùng hành chính Sagaing của Myanmar nằm về phía đông. Bang có diện tích 22.327 kilômét vuông (8.621 dặm vuông Anh) và dân số chưa đến 3 triệu người, gồm chủ yếu người Meitei; người Kuki, người Naga, và người Pangal là những dân tộc khác tại đây, tất cả đều nói các ngôn ngữ Hán-Tạng. Manipur đã là nơi tiếp nối cho sự giao thương hàng hóa và văn hóa châu Á trong 2.500 năm. Từ lâu, nơi này đã giúp kết nối Đông Nam Á và tiểu lục địa Ấn Độ.
Dưới sự cai trị của người Anh, vương quốc Manipur trên danh nghĩa là một hoàng quốc (princely state). Từ năm 1917 và 1939, người dân Manipur đấu tranh giành quyền lợi cho mình chống lại người Anh. Tới cuối thập niên 1930, vương quốc Manipur thương lượng với người Anh để trở thành một phần của Ấn Độ, hơn là Myanmar. Những đàm phán này bị gián đoạn bởi sự bùng nổ của Thế Chiến thứ II. Ngày 21 tháng 9 năm 1949, Maharaja Budhachandra ký hiệp ước Accession để hợp nhất vương quốc vào Ấn Độ. Sự hợp nhất này gây nhiều tranh luận tại Manipur, vì được cho là xảy ra khi chưa có sự nhất trí và dưới sự ép buộc. Những tranh luận và sự khác biệt về quan điểm cho tương lai đã gây ra cuộc nổi dậy kéo dài 50 năm tại đây để giành độc lập khỏi Ấn Độ, kèo theo đó là những xung đột liên miên giữa các dân tộc. Từ năm 2010 đến 2013, xung đột quân sự chịu trách nhiệm cho cái chết của chừng 1 trên 100.000 người mỗi năm.
Dân tộc Meitei, chiếm 53% dân số toàn bang Manipur. Ngôn ngữ chính là tiếng Meitei (còn gọi là tiếng Manipur). Những bộ tộc bản địa chiếm 20% of dân số. Các dân tộc tại Manipur theo nhiều tôn giáo khác nhau. Theo thống kê 2011, Ấn Độ giáo là tôn giáo lớn nhất, tiếp theo là Kitô giáo. Những tôn giáo khác gồm Hồi giáo, Sanamahi giáo, và Phật giáo.
Manipur có một nền kinh tế nông nghiệp, với tiềm năng thủy điện lớn. Việc giao thương được thúc đẩy bởi những chuyến bay ra vào sân bay Imphal, sân bay lớn thứ nhì Đông Bắc Ấn Độ. Manipur là nơi bắt nguồn của môn nhảy Manipur, và được xem là nơi đã giới thiệu môn polo đến người châu Âu.